# Somewhere I Belong
Somewhere I Belong (engl. für: Irgendwo gehöre ich hin) ist ein Lied der US-amerikanischen Nu-Metal-Gruppe Linkin Park. Der Song ist die erste Singleauskopplung ihres zweiten Studioalbums Meteora und wurde am 24. Februar 2003 veröffentlicht.

## Inhalt
Das Lied ist aus der Sicht eines Menschen geschrieben, der innerlich zerrissen und leer ist. Er fühlt sich verwirrt, erschöpft und allein gelassen und schreit seine Gefühle heraus, um herauszufinden, ob es auch andere Personen mit solchen Gedanken gibt. Der Wunsch des lyrischen Ichs ist es, von seinem Schmerz, Kummer sowie Ärger befreit zu werden und somit herauszufinden, wo es hingehört. Das lyrische Ich sucht die Fehler bei sich selbst und nimmt sich schließlich vor, seine inneren Wunden zu heilen und aus sich herauszukommen, um den richtigen Weg zu sich selbst zu finden.
Mike Shinoda rappt seinen Teil des Textes, während Chester Bennington singt bzw. schreit.

## Produktion
Das Lied wurde von dem Musikproduzent Don Gilmore in Zusammenarbeit mit Linkin Park produziert.

## Musikvideo
Bei dem zu Somewhere I Belong gedrehten Musikvideo führte Joe Hahn, der DJ von Linkin Park, Regie. 
Zu Beginn des Videos sieht man Chester Bennington durch einen Raum gehen, in dem sich ein Bild, auf dem Fabelwesen zu sehen sind, befindet. Er legt sich auf ein Bett und fällt daraufhin in eine Unterwelt. Dort rappelt sich Chester auf und beginnt zu singen, während die Band im Hintergrund spielt. Zwischendurch ist Mike Shinoda zu sehen, der vor einem Wasserfall und später vor einem Feuer rappt. Nun brennt auch ein Feuer im Hintergrund, während die Band spielt, und das Bett, durch das Chester zu Anfang fiel, beginnt ebenfalls zu brennen. Die Fabelwesen aus dem Bild sind zum Leben erweckt worden und laufen zwischen den Bandmitgliedern umher. Am Ende liegt Chester wieder im Bett und hat die Augen geschlossen.

## Single

### Covergestaltung
Das Singlecover ist in Schwarz-weiß gehalten. Es zeigt eine Großaufnahme von Sprühdosen. In der Mitte des Bildes befinden sich die weißen Schriftzüge [Linkin Park] und Somewhere I Belong.

### Chartplatzierungen
Somewhere I Belong stieg am 31. März 2003 in die deutschen Single-Charts ein und erreichte mit Platz 12 die Höchstposition. Insgesamt hielt sich das Lied elf Wochen in den Top 100. In Österreich belegte der Song Rang 16, in der Schweiz Position 15, im Vereinigten Königreich Platz 10 und in den USA Rang 32. Besonders erfolgreich war der Track in Neuseeland, wo er die Spitze der Charts erreichte.

### Auszeichnungen für Musikverkäufe
Im Jahr 2025 erhielt Somewhere I Belong für über 600.000 verkaufte Einheiten im Vereinigten Königreich eine Platin-Schallplatte.
| Land/Region                  | Auszeichnungen für Musikverkäufe (Land/Region, Auszeichnung, Verkäufe) | Verkäufe |
| ---------------------------- | ---------------------------------------------------------------------- | -------- |
| Australien (ARIA)            | Gold                                                                   | 35.000   |
| Dänemark (IFPI)              | Gold                                                                   | 45.000   |
| Italien (FIMI)               | Gold                                                                   | 25.000   |
| Neuseeland (RMNZ)            | Platin                                                                 | 30.000   |
| Spanien (Promusicae)         | Gold                                                                   | 30.000   |
| Vereinigtes Königreich (BPI) | Platin                                                                 | 600.000  |
| Insgesamt                    | 4× Gold · 2× Platin ·                                                  | 765.000  |

Hauptartikel: Linkin Park/Auszeichnungen für Musikverkäufe